# エリザベス・ハーレーの明るい離婚計画
『エリザベス・ハーレーの明るい離婚計画』（エリザベス・ハーレーのあかるいりこんけいかく、原題：Serving Sara）は、2002年制作のアメリカ合衆国のロマンティック・コメディ映画。日本でのビデオタイトルは『明るい離婚計画』。
離婚を申し立てる側の文書がどの州の法律に基づくかによって離婚時の財産分与等の条件が異なってくることや、書類の宛先人本人が直接書類を受け取って初めて書類が有効になるという、日本では余り馴染みの無い事柄を巡る話である。
なお、原題の訳は「サラに書類を送達すること」或いは「サラに仕えること」となる。

## あらすじ
訴状送達人のジョー・タイラーは、証人として出廷させるための召喚状を「ファット（デブ）・チャーリー」として知られるマフィアの親分に渡すのが一週間遅延している。ジョーの人使いの荒い上司であるレイは、記録的な速さで諸々の召喚状の送達を行ってきている、ジョーの同僚であるトニーを褒めつつ、ジョーのことを嘲る。レイはジョーに最後のチャンスを与えたいと考え、英国人で社交界の華であるサラ・ムーアがニューヨーク州北部で休暇を楽しむ間、愛人のケイトとテキサスの自分の牧場にいるサラの夫ゴードンによる離婚申し立て文書をサラに送達する仕事を彼に与える。
ジョーがサラに夫の離婚文書を渡そうとする中、トニーは彼女にそのことを密告し、最近のジョーが失敗続きなのは、トニーによる妨害のためだと判明する。最終的にジョーは彼女に離婚文書を渡すことが出来るが、その直後に強盗に遭う。ジョーとサラは同じバスに乗ることになる。車中でジョーは、テキサス州法に基づくとサラは離婚から何の財産も得られない立場にあると彼女に言う。しかし、書類がニューヨーク州法に基づいて送達されれば全財産の半分の権利が発生することを知ったサラは、ジョーに夫への離婚申し立て書類の送達と夫が送り付けて来た書類の破棄を行えば（離婚後の財産分与の中から）100万ドルを支払うと提案する。ジョーは職を失う可能性があることを知りながらも同意し、2人はゴードンに書類を渡すために一緒に出発する。
彼らの計画を知ったレイはそのことをゴードンに知らせ、サラに再度、離婚書類を渡すためにトニーを派遣する。ゴードンは身を守るためにバーノンというボディガードを雇う。ジョーはトニーが自分たちの後を追うことを予期して一連の偽の手がかりを各所に残し、トニーはそれらに導かれてフロリダ州マイアミ、メイン州バンゴー、そしてテキサス州アマリロへと彷徨う。アマリロでトニーは書類を送達しようとして、ゴードンのものではない別の牧場の敷地に入ってしまった時、背後から発砲される。サラとジョーはゴードンを彼の牧場まで追いかけるが、ゴードンは上手く逃れる。牧場ではゴードンを出国出来なくするためにサラが彼の金と旅券を盗み出す。サラとジョーはホテルの同室に一泊し、ジョーはサラに葡萄園を持つという夢を語る。サラが入浴している間、ジョーは近くのバーに行き、そこでゴードンの愛人がジョーにある取引を提案する。離婚時の財産分与から100万ドルを支払えば、彼女はゴードンの居場所を明らかにすると言う。ジョーは同意するが、実はそれはトニーがホテルの部屋に侵入してサラに離婚文書を渡すためのトリックであり、トニーはそれを実行する。激怒したサラはジョーを部屋から叩き出す。
ジョーは取り損ねた大金とサラに対して芽生えつつある愛について考えている間、トニーがサラに書類を渡す際の証拠写真にトニーの時計が写っていることに気づき、レイに電話して、トニーが自分の時計を中部標準時に合わせるのを怠っており、故に、サラが渡された書類は中部標準時の19時04分までは有効にならないと告げる（注：写真の中の時計は19:04となっているが、その時の実際のアマリロ時間は18:04だった。アマリロ時間の19:04より前にゴードンに書類を渡せればそちらの方が有効になる。状況からして、40～50分程度の余裕が発生したと思われる）。あと僅か数分で大金を取り損なう状況の中、2人はゴードンを追ってモンスタートラックのレース会場に入る。彼らはゴードンを追い、バーノンとトニーの2人の追跡をかわし、残り1分を切る中、サラはゴードンの頭にビールの6本パックを落として倒す。ジョーはニューヨーク州法に基づいてゴードンに離婚書類を渡し、ゴードンは書類を受け取る。トニーとバーノンは担架で会場の外に運び出され（トニーが誤ってバーノンを轢いたため）、喧嘩を始める。
最終シーンでは、ジョーとサラがジョーの葡萄園に居て、ジョーが作った最初のワインを試飲し（余りの不味さに2人とも吐き出す）、セックスをするために家の中に入る様子が描かれる。

## キャスト
※括弧内は日本語吹替。
- ジョー・タイラー：マシュー・ペリー（森川智之）
- サラ・ムーア：エリザベス・ハーレイ（日野由利加）
- トニー：ヴィンセント・パストーレ（中村秀利）
- ゴードン・ムーア：ブルース・キャンベル（中田和宏）
- レイ・ハリス：セドリック・ジ・エンターテイナー（西村知道）
- ケイト：エイミー・アダムス（岡寛恵）
- ヴァーノン：テリー・クルーズ（手塚秀彰）
- ミルトン：ジェリー・スティラー（伊井篤史）
- ウォーレン・シブロン：マーシャル・ベル（長克巳）
- ファット・チャーリー：ジョー・ヴィテレリ（藤本譲）